# Sedum glabrum
Sedum glabrum là một loài thực vật có hoa trong họ Crassulaceae. Loài này được Praeger miêu tả khoa học đầu tiên.